# Elizabeth Debicki
Elizabeth Debicki (Paris, 24 de agosto de 1990) é uma atriz australiana. Estreou no cinema com a comédia A Few Best Men (2011), depois de se formar em teatro no Victorian College of the Arts. Foi premiada como Melhor Atriz Coadjuvante no AACTA Awards por seu papel em The Great Gatsby (2013), de Baz Luhrmann. Ela interpretou Ayesha nos filmes da Marvel Guardians of the Galaxy Vol. 2 (2017) e Guardians of the Galaxy Vol. 3 (2023) e ganhou atenção da crítica por sua atuação no thriller de assalto de Steve McQueen, Widows (2018). No ano seguinte, recebeu o Trophée Chopard do Festival de Cinema de Cannes. Ela então co-estrelou o thriller de ficção científica de Christopher Nolan, Tenet (2020).
Na televisão, Debicki apareceu na série australiana Rake (2014), estrelou a série limitada da BBC The Night Manager (2016), pela qual recebeu uma indicação ao Critics' Choice Television Award, e no filme para televisão da HBO The Tale (2018). De 2022 a 2023, ela interpretou Diana, Princesa de Gales na série dramática da Netflix, The Crown, que devido sua atuação, ganhou um Globo de Ouro, um Critics' Choice Awards e um Primetime Emmy Award.

## Infância e juventude
Debicki (sobrenome original polonês Dębicki) nasceu em Paris, filha de pai polonês e mãe australiana de ascendência irlandesa. Seus pais eram dançarinos de balé, que se conheceram enquanto se apresentavam juntos em um show. Quando ela tinha cinco anos, a família mudou-se para Glen Waverley, em Melbourne, Austrália. A mais velha de três filhos, ela tem uma irmã mais nova e um irmão. Debicki se interessou por balé desde cedo e treinou como dançarina até decidir mudar para o teatro. Aluna da Huntingtower School, no leste de Melbourne, ela obteve duas notas altas em Teatro e Inglês e foi a duquesa da escola quando se formou em 2007. Em 2010, ela se formou em teatro no Victorian College of the Arts. Em agosto de 2009, ela recebeu uma bolsa Richard Pratt para estudantes de atuação de destaque em seu segundo ano de treinamento.

## Carreira

### Início de carreira (2011-2016)

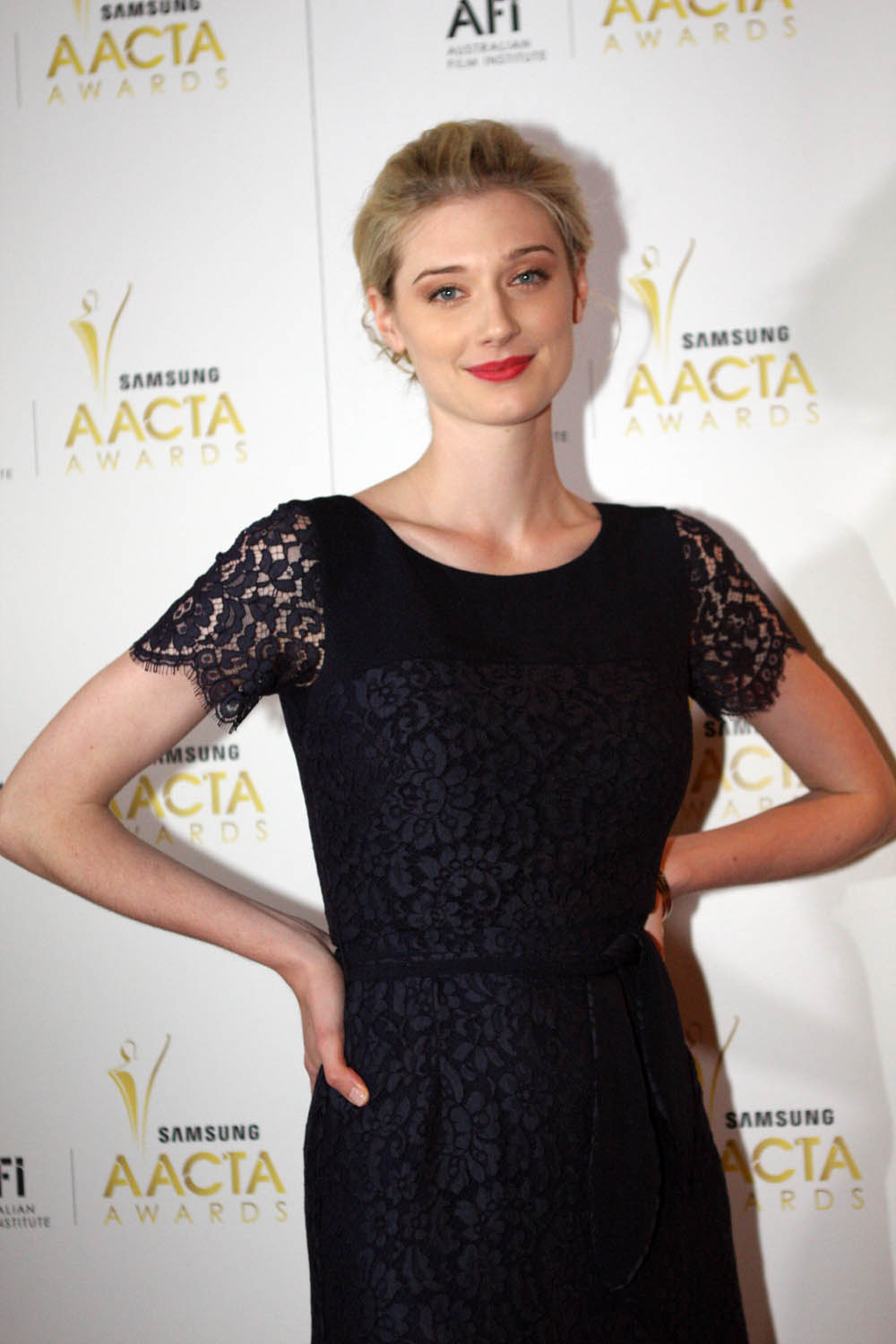
Elizabeth Debick no AACTA Awards em Sydney, Austrália, 2012.

Debicki fez sua estreia no cinema no filme australiano de 2011, A Few Best Men, com uma breve aparição como secretária. Este foi seu primeiro papel depois de se formar na escola de teatro. Depois de ver seu teste de audição, o diretor Baz Luhrmann, que estava escalando o elenco para sua próxima adaptação cinematográfica de The Great Gatsby, levou-a para testes em Los Angeles, onde ela fez um teste de tela com o ator Tobey Maguire. Em maio de 2011, Luhrmann anunciou que havia sido escalada como Jordan Baker em seu filme de 2013, The Great Gatsby. Ela receberia ótimas críticas por sua interpretação da personagem, ganhando o AACTA Awards de Melhor Atriz Coadjuvante. Em dezembro de 2012, Debicki foi tema de uma sessão de fotos para a Vogue Austrália.
De junho a julho de 2013, Debicki interpretou Madame na produção da peça The Maids, de Jean Genet, da Sydney Theatre Company, com Cate Blanchett estrelando como Claire e Isabelle Huppert como Solange. Ela ganhou o prêmio de melhor estreante no Sydney Theatre Awards por sua atuação. Em 2014, a peça foi transferida para fora da Broadway no New York City Center. Na mesma época, Debicki também estrelou um curta-metragem de 13 minutos chamado GÖDEL, incompleto e fez uma aparição como atriz convidada na terceira temporada da série de televisão australiana Rake.
Em 2015, Debicki desempenhou papéis coadjuvantes em três grandes filmes. Ela interpretou a vilã na adaptação cinematográfica de Guy Ritchie, The Man from U.N.C.L.E. (2015), aprendendo a dirigir no set. Ela também apareceu na adaptação de Macbeth do diretor de cinema australiano Justin Kurzel, bem como no filme biográfico de aventura Everest, que arrecadaria US$ 203 milhões em todo o mundo. No ano seguinte, ela estrelou como Mona Sanders ao lado de Mark Strong e Hope Davis na adaptação de estreia mundial do romance de Georges Simenon, The Man on the Bench in the Barn, intitulado The Red Barn, de David Hare, no Lyttelton Theatre do National Theatre, em Londres. A peça foi exibida de outubro de 2016 a janeiro de 2017.
Em 2016, Debicki desempenhou papéis importantes em dois programas de televisão. Ela desempenhou o papel principal da Dra. Anna Macy na série de televisão australiana de oito episódios The Kettering Incident, que foi filmada quase inteiramente em locações na Tasmânia. Poucos meses após o término das filmagens do programa, Debicki foi para a Suíça para começar a filmar a minissérie de televisão The Night Manager; ela desempenhou o papel de Jed na adaptação do romance de John le Carré de mesmo nome. O programa foi ao ar nos Estados Unidos em abril de 2016.

### Avanço na carreira (2017-presente)

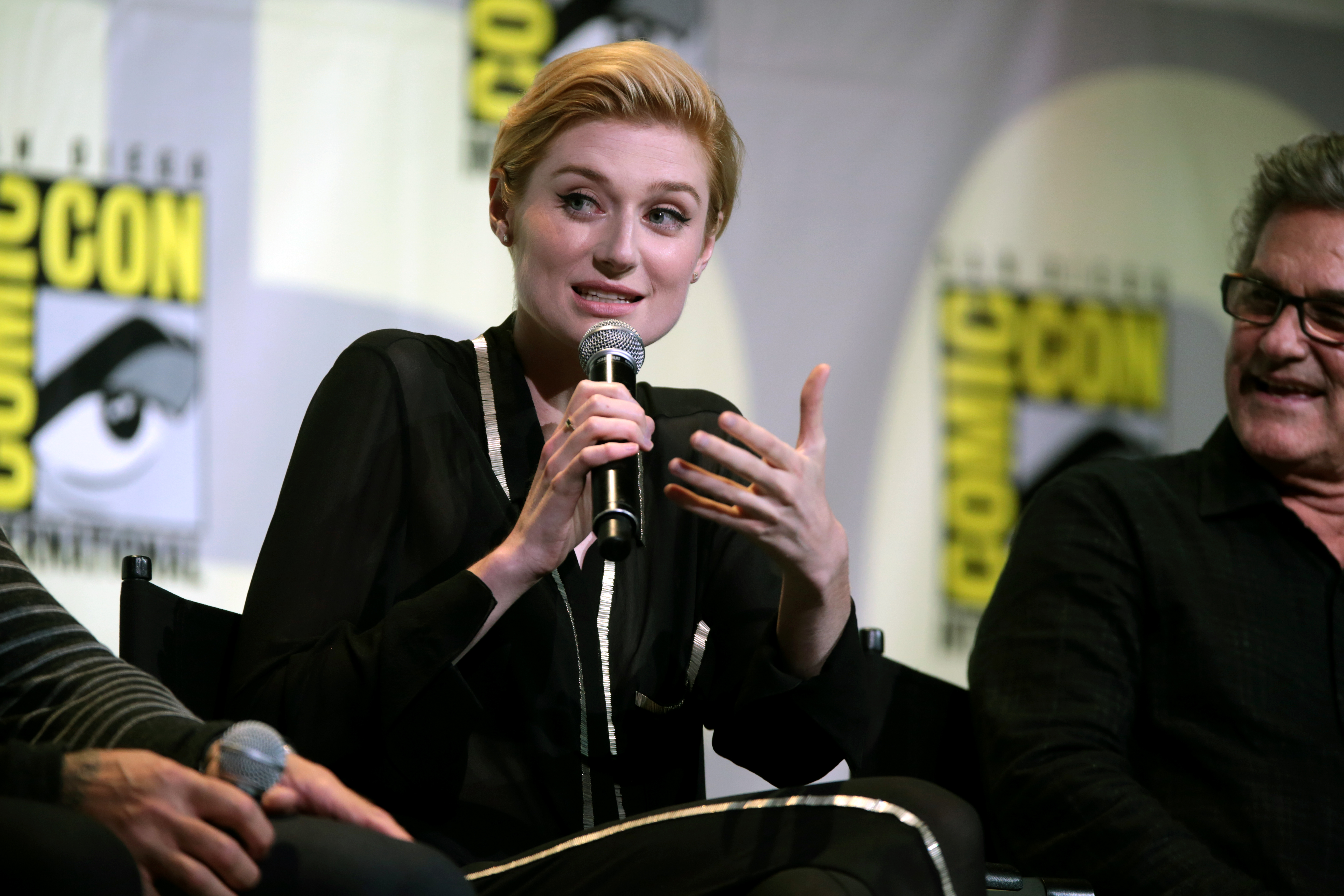
Elizabeth Debicki falando na San Diego Comic-Con International de 2016 em San Diego, Califórnia.

Após o sucesso de The Night Manager, Debicki conseguiu um papel coadjuvante no filme da Marvel Studios Guardians of the Galaxy Vol. 2, em que ela interpretou Ayesha, líder do povo Soberano. Ela voltou para sua sequência e a última parte da série de filmes, Guardians of the Galaxy Vol. 3. Em junho de 2017, ela foi adicionada ao elenco de Valerian and the City of a Thousand Planets, do diretor Luc Besson, em um papel de dublagem não revelado. O filme chegaria aos cinemas cerca de dois meses depois, quando foi revelado que seu papel seria o do imperador Haban-Limaï. Ainda em 2017, Debicki fez Eva na estreia na direção do ator australiano Simon Baker, Breath, pela qual ela receberia uma indicação ao prêmio AACTA de Melhor Atriz Coadjuvante. O filme recebeu cinco indicações adicionais ao AACTA Awards, incluindo Melhor Filme, e ganhou nas categorias de Melhor Ator Coadjuvante e Melhor Som no 8º Prêmio AACTA.
Em 2018, Debicki apareceu em cinco filmes. Ela desempenhou o papel de Jensen em The Cloverfield Paradox, a terceira parcela da franquia Cloverfield. O filme foi lançado na Netflix em fevereiro de 2018, logo após o Super Bowl LII. Depois disso, ela apareceu como Sra. G no filme da HBO aclamado pela crítica, The Tale, pelo qual recebeu ótimas críticas. Um de seus maiores papéis viria vários meses depois, em novembro de 2018; ela desempenhou o papel de Alice no filme de assalto de Steve McQueen, Widows.  Após o lançamento do filme, ela recebeu algumas das melhores críticas de sua carreira, com muitos críticos afirmando o quão impressionados ficaram por ela ter conseguido se destacar em um elenco tão concorrido, que incluía nomes como Viola Davis e Liam Neeson. No mesmo ano, Debicki também estrelou como Virginia Woolf em Vita & Virginia e fez a voz de Mopsy Rabbit em Peter Rabbit. Ela voltaria para a sequência, Peter Rabbit 2: The Runaway.
Debicki teve um papel principal no thriller de 2019 The Burnt Orange Heresy, no qual estrelou ao lado de Claes Bang e Mick Jagger. No ano seguinte, ela estrelou o filme de espionagem de Christopher Nolan, Tenet (2020) como Kat, a ex-esposa do personagem de Kenneth Branagh. Peter Bradshaw, do The Guardian, achava que ela tinha "as emoções humanas mais reconhecíveis aqui, gritando, chorando e até sorrindo de uma maneira que ninguém mais faz", mas acrescentou que seu papel era semelhante ao que ela desempenhou em The Night Manager.  Em uma entrevista ao The Hindu, Debicki lembra: "No papel de Kat, entendi que as cenas angustiantes são importantes para mostrar ao público as ameaças à sua existência - físicas e psicológicas - que ela enfrentava."
Debicki interpretou Diana, Princesa de Gales nas duas últimas temporadas da série dramática de época da Netflix, The Crown.  Seu desempenho na quinta temporada lhe rendeu indicações para o Primetime Emmy Award de Melhor Atriz Coadjuvante em Série Dramática, o Globo de Ouro de Melhor Atriz Coadjuvante em Série de Televisão - Comédia/Musical ou Drama e o Screen Actors Guild Awards de Melhor Atuação de uma Atriz em uma Série Dramática.  Em 2024, Debicki ganhou um Globo de Ouro por sua atuação na sexta temporada de The Crown.

## Filmografia

### Filme
| Ano  | Título                                      | Papel                        | Notas                |
| ---- | ------------------------------------------- | ---------------------------- | -------------------- |
| 2011 | A Few Best Men                              | Maureen                      |                      |
| 2013 | The Great Gatsby                            | Jordan Baker                 |                      |
| 2013 | Gödel, Incomplete                           | Serita                       | Curta-metragem       |
| 2015 | Macbeth                                     | Lady Macduff                 |                      |
| 2015 | The Man from U.N.C.L.E.                     | Victoria Vinciguerra         |                      |
| 2015 | Everest                                     | Dr. Caroline Mackenzie       |                      |
| 2017 | Guardians of the Galaxy Vol. 2              | Ayesha                       |                      |
| 2017 | Valerian and the City of a Thousand Planets | Haban Limaï                  | Voz                  |
| 2017 | Breath                                      | Eva                          |                      |
| 2017 | 7 From Etheria                              |                              | Coleção de curtas    |
| 2018 | The Tale                                    | Jane Gramercy                |                      |
| 2018 | The Cloverfield Paradox                     | Mina Jensen                  |                      |
| 2018 | Peter Rabbit                                | Mopsy                        | Voz                  |
| 2018 | Widows                                      | Alice                        |                      |
| 2018 | Vita & Virginia                             | Virginia Woolf               | [ 21 ]               |
| 2019 | The Burnt Orange Heresy                     | Berenice Hollis              |                      |
| 2020 | Tenet                                       | Katherine “Kat” Barton-Sator |                      |
| 2021 | Peter Rabbit 2: The Runaway                 | Mopsy                        | Voz; pós-produção    |
| 2023 | Guardians of the Galaxy Vol. 3              | Ayesha                       | [ 22 ]               |
| 2024 | MaXXXine                                    | Elizabeth Bender             | [ 23 ] [ 24 ] [ 25 ] |

### Televisão
| Ano         | Título                 | Papel                    | Notas        |
| ----------- | ---------------------- | ------------------------ | ------------ |
| 2014        | Rake                   | Missy                    | 1 episódio   |
| 2016        | The Kettering Incident | Dr. Anna Macy            | 8 episódios  |
| 2016        | The Night Manager      | Jed Marshall             | 6 episódios  |
| 2022 – 2023 | The Crown              | Diana, Princesa de Gales | 15 episódios |